# قائمة إدارات القوات المسلحة (مصر)
| - إدارة الشؤون المعنوية. - إدارة السجلات العسكرية. - إدارة شؤون الضباط. - إدارة شؤون العاملين المدنيين. - إدارة التأمين والمعاشات. - إدارة التجنيد والتعبئة. - إدارة نظم المعلومات. - إدارة التعليم والتدريب المهني. - إدارة النوادي والفنادق. | - إدارة المخابرات الحربية والاستطلاع. - إدارة الشرطة العسكرية. - إدارة التحريات العسكرية. - إدارة المحاكم العسكرية. - إدارة السجن الحربي. - إدارة الإشارة. - إدارة المشاة. - إدارة المدرعات. - إدارة المدفعية. | - إدارة المركبات. - إدارة الحرب الكيميائية. - إدارة الحرب الإلكترونية. - إدارة الأسلحة والذخيرة. - إدارة الأشغال العسكرية والإبرار. - إدارة المهندسين العسكريين. - إدارة المساحة العسكرية. - إدارة المياه. - إدارة المشروعات الكبرى. | - إدارة المتاحف العسكرية. - إدارة الخدمات الطبية. - إدارة الخدمات البيطرية. - إدارة الوقود. - إدارة المهمات. - إدارة النقل. - إدارة المطبوعات والنشر. - إدارة التعيينات. - الموسيقات العسكرية. |